# Uasin Gishu County
Uasin Gishu County (bis 2010 Uasin Gishu District) ist ein County in Kenia. Die Hauptstadt des Countys ist Eldoret. Im County lebten 2019 1.163.186 Menschen auf 2955,3 km². 

## Geografie
Das County liegt zwischen 1500 und 2700 m über dem Meeresspiegel. Die Menschen leben hauptsächlich von Viehzucht (Milch- und Schlachtvieh) und Ackerbau. Angebaut wird vor allem Mais, Weizen und Kartoffeln, aber auch Sojabohnen, Hirse, Fingerhirse und Maniok.

## Gliederung
Das County teilt sich in Councils und Divisionen auf. Es gibt drei Wahlbezirke, Eldoret East, Eldoret North und Eldoret South.
| Sitz der Behörde | Typ      | Einwohner (1999) |
| ---------------- | -------- | ---------------- |
| Eldoret          | Gemeinde | 193.830          |
| Burnt Forest     | Stadt    | 030.557          |
| Wareng           | County   | 398.318          |

| Division | Einwohner (1999) | Fläche (km²) | Hauptstadt          |
| -------- | ---------------- | ------------ | ------------------- |
| Ainabkoi | 077.297          | 472,5        | Ainabkoi            |
| Kapsaret | 093.162          | 297          |                     |
| Kesses   | 084.894          | 692          |                     |
| Moiben   | 092.717          | 778          | Chepkoilel (Moiben) |
| Soy      | 165.127          | 766          | Eldoret             |
| Turbo    | 109.508          | 321          | Turbo               |

## Persönlichkeiten des Countys
- Bill Schermbrucker (1938–2019), kanadischer Schriftsteller und Hochschullehrer kenianischer Herkunft
- Mike Boit (* 1949), Mittelstreckenläufer und Hochschullehrer
- David Kitur (* 1962), Sprinter (400 m), Bruder von Samson Kitur
- Samson Kitur (1966–2003), Sprinter (400 m), Bruder von David Kitur
- Simon Biwott (* 1970), Marathonläufer
- Philip Boit (* 1971), Skilangläufer
- Viola Bor Chepketing (* 1979), Langstreckenläuferin
- Edna Ngeringwony Kiplagat (* 1979), Langstreckenläuferin
- Brian Ombiji (* 1982), Fußballspieler
- Agnes Jebet Tirop (1995–2021), Langstreckenläuferin und Crosslauf-Weltmeisterin